# La Sarraz
La Sarraz – miasto i gmina (commune) w zachodniej Szwajcarii, w kantonie Vaud, w okręgu (district) Morges. Leży nad rzeką Venoge.

## Demografia
W La Sarraz mieszka 2607 osób. W 2021 roku 28,8% populacji gminy stanowiły osoby urodzone poza Szwajcarią.

## Transport
Przez teren miasta przebiegają drogi główne nr 9 i nr 133. 